# Orfebrería carolingia

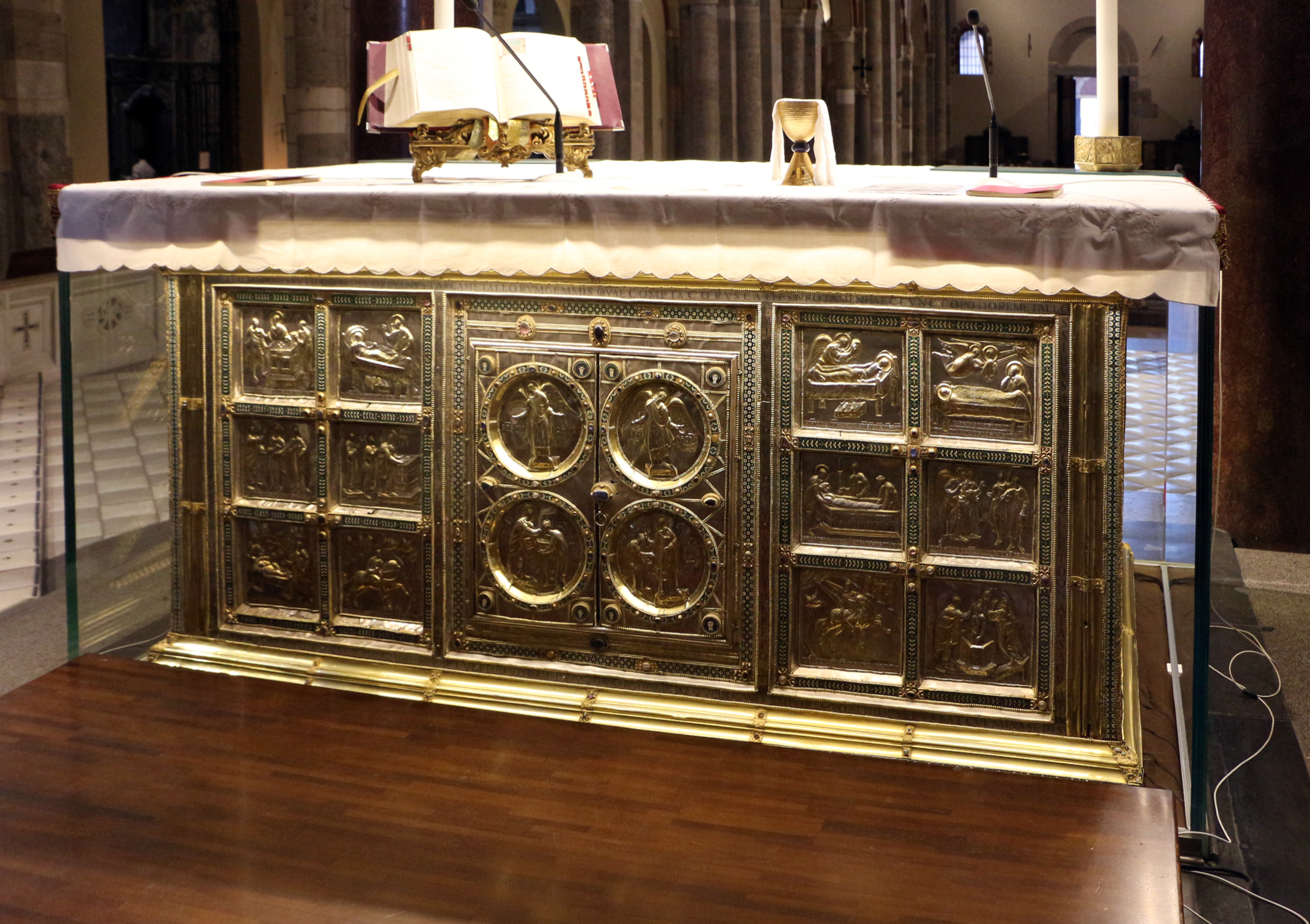
Altar de San Ambrosio, Milán

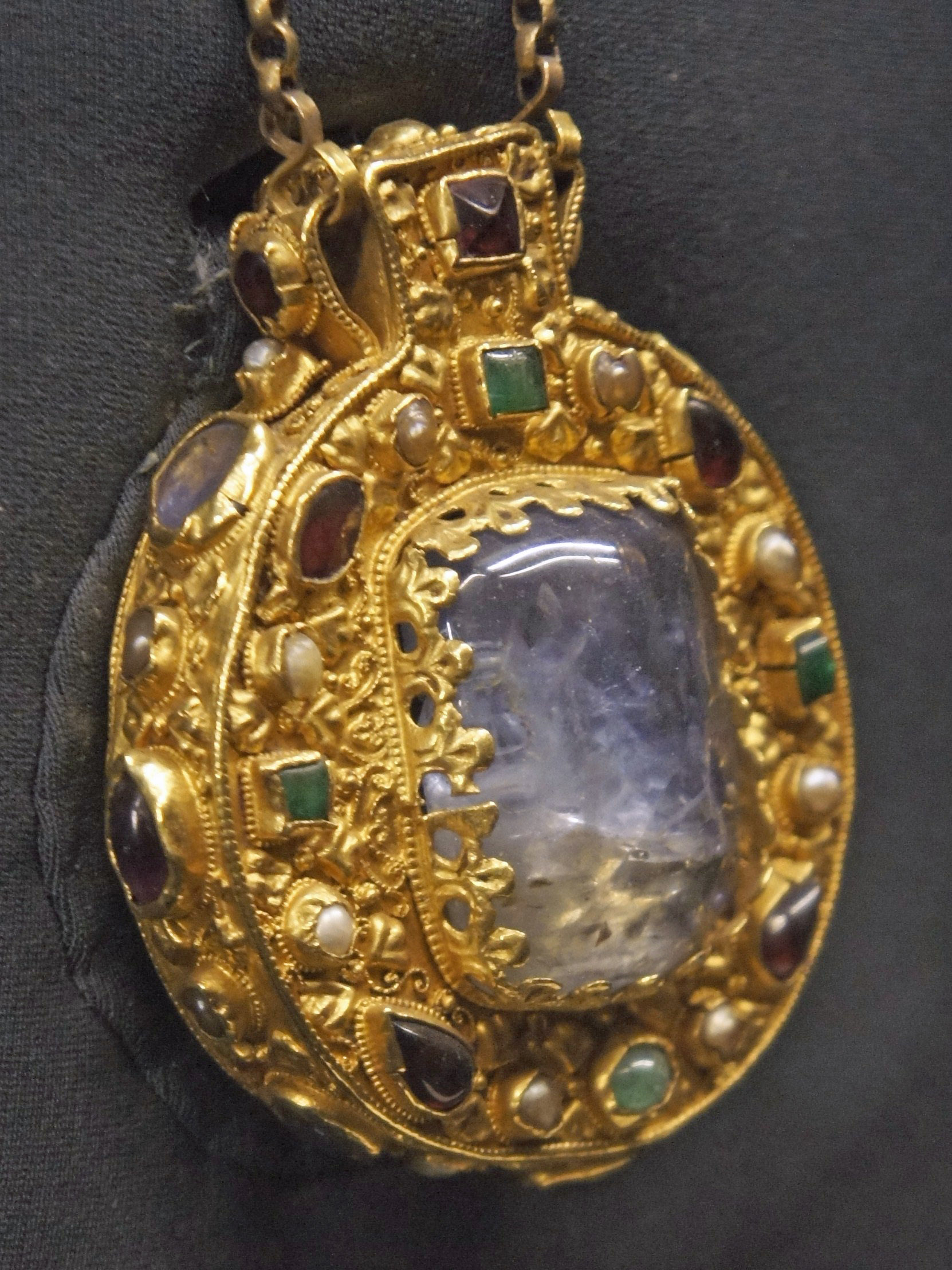
Talismán de Carlomagno, joya del, Palacio de Tau, tesoro

La orfebrería carolingia es la producción artística de manufacturas en metales preciosos, gemas y esmaltes que datan entre el siglo IX y el X en Europa occidental. Se trata de una rama del arte carolingio de la que han quedado numerosos testimonios, algunos de los cuales son de altísimo valor.

## Desarrollo y obras principales
Carlomagno fundó el imperio carolingio a finales del siglo VIII. Toda la producción artística bajo su poder se insertaba en el fenómeno llamado «renacimiento carolingio».
También la producción de orfebrería y de objetos preciosos en general tuvo un pico durante dicho renacimiento, gracias también a las inmensas riquezas acumuladas tras las victoriosas campañas militares: solo de los ávaros en el 795 se obtuvo un botín de cincuenta carros colmados de oro y plata. Las obras de alta orfebrería fueron donadas a menudo a basílicas, abadías y catedrales por los mismos soberanos. Hay esmalte de influencia bizantina.
Por lo que se refiere a la orfebrería, una obra maestra absoluta es el altar de San Ambrosio, conservado magníficamente intacto en la basílica de Milán, encargado por el arzobispo Angilberto II a Vuolvinus faber. Data de 824–859, y es un paliotto; los cuatro lados del altar están decorados con imágenes en oro y plata repujada, enmarcado por borduras de filigrana, piedras preciosas y esmalte.
En Alemania hay dos ejemplos de obras decoradas con un estilo repentino y «nervioso», que se puede relacionar con la escuela de Reims, con numerosas líneas discontinuas que refractan la luz sobre el oro y crean un efecto brillante:
- cubierta del Codex Aureus de San Emmeram (Bayerische Staatsbibliothek, Múnich, c. 870)
- el llamado Ciborio de Arnolfo (Múnich, Residenz, mismo período)

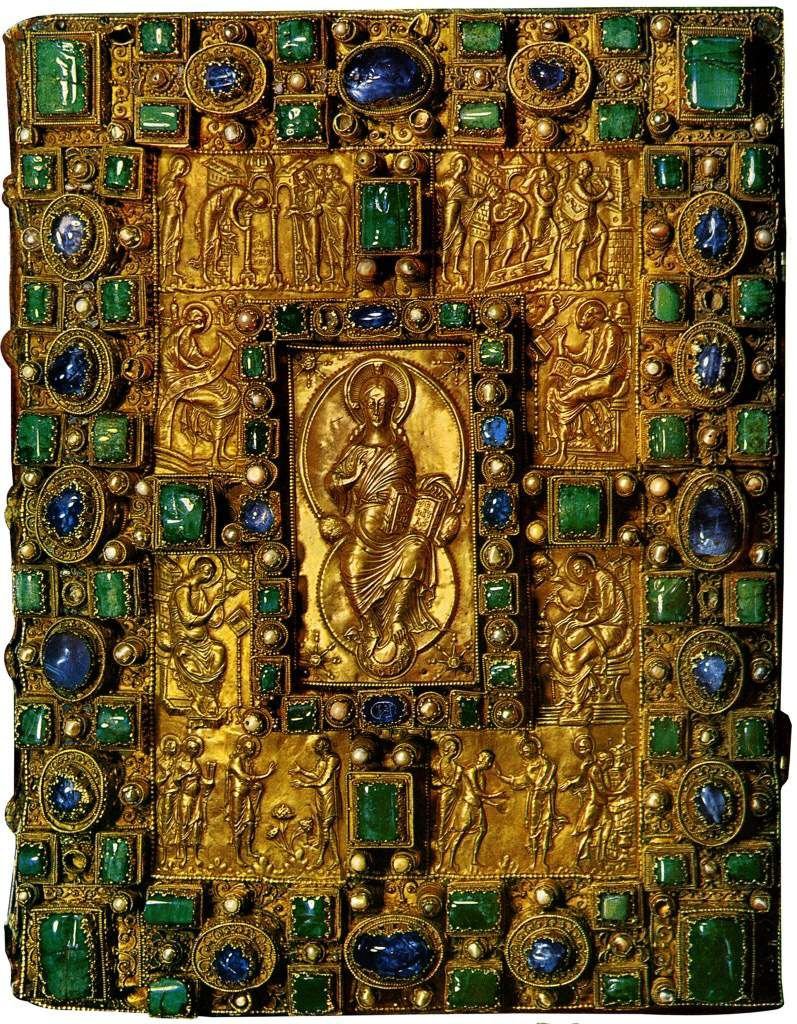
Tapa, incrustada de gemas, del Codex Aureus de San Emmeram, 870

El Códice Áureo se data con precisión del año 870. Posiblemente fue producto del mismo taller que la cubierta superior del Evangeliario de Lindau, que se conserva en la Morgan Library, EE. UU., aunque hay diferencias de estilo. Este taller se asocia al sacro emperador romano germánico Carlos II el Calvo, y a menudo se llama su «Escuela palatina». Su ubicación (si es que tenían una fija) sigue siendo incierta y muy discutida, pero la más probable sería la abadía de san Dionisio en las afueras de París. Estas cubiertas ejemplifican las tapas ornamentadas con las que se pretendía proteger los lujosos manuscritos carolingios. Esas cubiertas se realizaban en metal precioso, con gemas incrustadas, y a veces realizadas alrededor de paneles tallados en marfil. Estas cubiertas se añadía, muchas veces, a modo de donación, tiempo después de que se produjera el manuscrito en sí. Solo han quedado unas pocas tapas o cubiertas intactas, pero muchos paneles de marfil separados, después de romper las cubiertas por sus materiales preciosos. A menudo los temas que se trataban eran escenas religiosas en secciones verticales, que en gran medida derivan de modelos de tallas y pinturas de la Antigüedad tardía, así como aquellas imágenes, más hieráticas, derivadas de los dípticos consulares y otras obras de arte imperial, tal como ocurre en la cubierta y parte trasera del Evangeliario de Lorsch, que adaptan un triunfo imperial del siglo VI al triunfo de Cristo y la Virgen.
El ciborio de Arnulfo (un ciborio arquitectónico en miniatura más que un copón), es la tercera gran obra del grupo: los tres tienen figuras en fino relieve en oro repoussé. Otra obra asociada con el taller es el marco de un antiguo plato en serpentina que se conserva en el Louvre. Eruditos recientes tienden a agrupar al Evangeliario de Lindau y al ciborio de Arnulfo en relación más estrecha entre ellos que con el Códice Áureo.
Otros ejemplos de artes aplicadas carolingias serían:
- Cáliz de Tasilo (Kremsmünster, Austria)
- Imagen relicario de Sainte-Foy (catedral de Conques, Francia)